# Exorista veluntina
Exorista veluntina là một loài ruồi trong họ Tachinidae.